# Vigolo
Vigolo es una localidad y comune italiana de la provincia de Bérgamo, región de Lombardía, con 661 habitantes.

## Evolución demográfica
| Gráfica de evolución demográfica de Vigolo entre 1861 y 2001 |
|                                                              |
| Fuente ISTAT - elaboración gráfica de Wikipedia              |